# Nathanael Gottfried Leske
Nathanael Gottfried Leske (ur. 22 października 1751 w Bad Muskau, zm. 25 listopada 1786 w Marburgu) − niemiecki przyrodnik i geolog.

## Życiorys
Po studiach w Akademii Górniczej we Freibergu i w Halle Leske został w 1775 wykładowcą historii naturalnej na Uniwersytecie w Lipsku. W latach 1777–1786 wykładał ekonomię. W 1786 otrzymał katedrę ekonomii na Uniwersytecie w Marburgu. W czasie podróży do Marburga uległ wypadkowi.
W ciągu życia Leske korespondował z geologiem i mineralogiem Abrahamem Gottlobem Wernerem. Wraz z Christliebem Benedictem Funkiem i Carlem Hindenburgiem wydawał w latach 1781-1789 periodyk Leipziger Magazin zur Naturkunde, Mathematik und Oekonomie. Leske kolekcjonował minerały i artefakty związane z historią naturalną. Po jego śmierci kolekcję, znaną jako Leskean Cabinet uporządkował Dietrich Ludwig Gustav Karsten. W 1792 została sprzedana Royal Dublin Society. W kolekcji znajdują się również okazy zebrane przez Johanna Friedricha Gmelina i Johana Christiana Fabriciusa. Leskean Cabinet znajduje się obecnie w zbiorach Irlandzkiego Muzeum Narodowego.

## Dzieła
- Additamenta ad Iacobi Theodori Klein Naturalem dispositionem echinodermatum et lucubratiunculam de aculeis echinorum marinorum, Lipsk, 1778 (wraz z Jacobem Theodorem Kleinem)
- Anfangsgrunde der Naturgeschichte. Zwote [sic] verbesserte und viel vermehrte Ausgabe, Lipsk, 1784
- Reise durch Sachsen in Rüksicht der Naturgeschichte und Ökonomie unternommen und beschrieben, Lipsk, 1785
- Ichthyologiae Lipsiensis specimen, Lipsk 1774
- Museum N. G. Leskeanum. Pars entomologica ad systema entomologiae Cl. Fabricii orkinata..., Lipsk, 1788